# Opération financière
Une opération financière est un événement contractuel d'achat ou de vente pour échanger un actif contre paiement.
Elle vise généralement à employer des capitaux disponibles ou susceptibles d'être mobilisés, dans la perspective d'obtenir un gain monétaire, ou à l'inverse à solder une opération précédente et à récupérer des liquidités. Toute opération financière implique un agent spéculateur qui pense pouvoir obtenir un profit.
Une opération financière peut être réalisée soit sur un marché organisé soit de gré à gré avec une institution financière ou toute autre contrepartie.

## Historique
Après le troc et divers autres systèmes de contrats destinés à engager les parties prenantes en suscitant la confiance (par exemple entre un vendeur et un acheteur), les transactions financières se sont développées sur la base de monnaies symboliques (ex : coquillages) et/ou de métaux précieux tels que l'or et l'argent ou de tablette d'argile contenant une reconnaissance de dette (écrite). Les monnaies de papiers sont apparues, puis les systèmes de chèque bancaire, puis de cartes de paiement. De nouvelles alternatives apparaissent au XXIe siècle avec notamment des monnaies virtuelles ou des cryptomonnaies sécurisées par un système dit de Blockchain.

## Estimation chiffrée des transactions mondiales
Grâce à la rapidité des flux de monnaie électronique, les opérations financières mondiales sont passées de 1 100 000 milliards de dollars américains en 2002 à $2 200 000 milliards en 2008 ; en le comparant avec le PIB mondial qui était d'environ US$65 000 milliards en 2007, François Morin en déduit que 95 % de ce montant sert uniquement la spéculation.
Par ailleurs le rapport sur la lutte contre les paradis fiscaux et les centres offshore rendu en juillet 2009 par Élisabeth Guigou évalue à près de 10 000 milliards de dollars les sommes qui y transitent chaque année, « soit quasiment la moitié des transactions financières mondiales ». En le comparant avec le PIB, ce chiffre de 10 000 milliards est très vraisemblablement erroné et sous-évalué de 99 %.
Au-delà de cette polémique sur les chiffres qui vont de 1 à 100, on estime généralement que les transactions financières qui transitent par les paradis fiscaux représentent la moitié des transactions financières internationales.
Michel Barnier affirme que « 70 % à 80 % des transactions financières sont transatlantiques » et plaide pour une régulation unifiée du marché transatlantique.